# アドルフ・ブーテナント
アドルフ・フードリヒ・ヨハン・ブーテナント（Adolf Friedrich Johann Butenandt, 1903年3月24日 - 1995年1月18日）は、ドイツ帝国ブレーマーハーフェン出身の生化学者。
性ホルモン（エストロゲンとアンドロステロンの結晶単離、プロゲステロンの結晶化）研究の功績により1939年にノーベル化学賞の受賞が決定したが、当時のナチス政権により辞退させられ、第二次世界大戦後に改めて受賞した。またそれらの研究成果により避妊薬開発に道を開いた。

## 経歴
ブレーマーハーフェンとベフェアーシュテットで幼年期を過ごした。アドルフ・ヴィンダウスの元、ゲッティンゲン大学でマメ科デリス属における生理学的効果を持つ化合物たるロテノンの化学構造について研究を行い、アドルフ・ヴィンダウスの指導の下で、1927年にPh.D.を取得。1931年から女性ホルモンの研究を始め、ゲッティンゲン大学の有機化学及び生化学の研究室の指導者となった。1933年、ダンツィヒ工業大学（現グダニスク工科大学）の教授となる。1935年にはハーバード大学を視察し、1936年にはダーレムのカイザー・ヴィルヘルム研究所の生化学部部長となった。ドイツ第三帝国では人の肝臓を使った抗生作用を研究したので現在でも物議をかもしている。
1938年にはベルリン大学名誉教授となった。その後カイザー・ヴィルヘルム研究所はマックス・プランク生化学研究所となったがそこでも研究を続けた。1960年から1971年までは同研究所の所長となり、同研究所の所在地であるミュンヘンの名誉市民となった。1995年1月18日、同市で死没、91歳。死因は非公表。

## 受賞歴
- 1939年 ノーベル化学賞
- 1942年 ホフマン賞
- 1953年 パウル・エールリヒ&ルートヴィヒ・ダルムシュテッター賞